# Guzmania puyoensis
Guzmania puyoensis är en gräsväxtart som beskrevs av Werner Rauh. Guzmania puyoensis ingår i släktet Guzmania och familjen Bromeliaceae. Inga underarter finns listade i Catalogue of Life.